# Imbabura

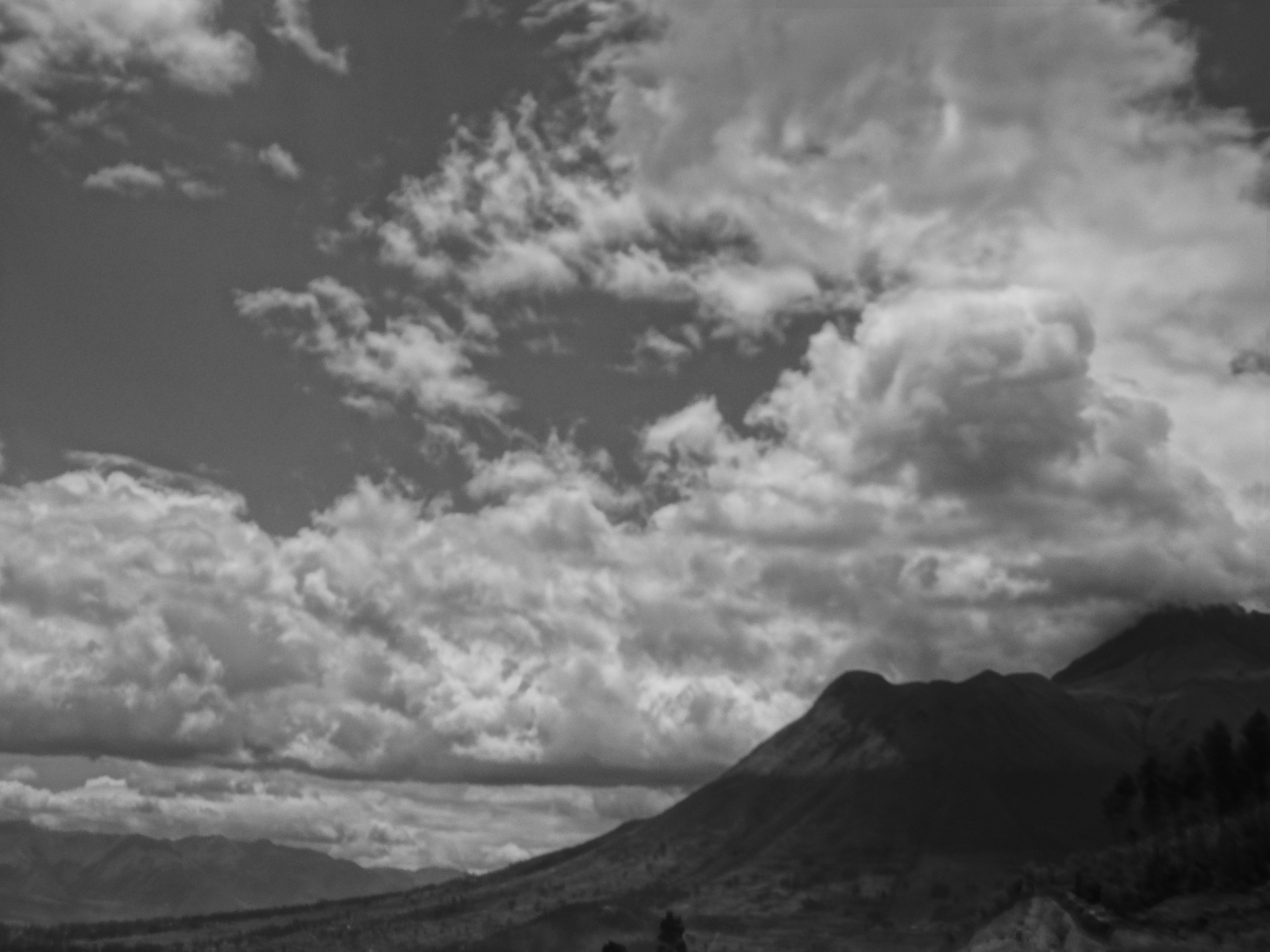
Imbabura (sopka)

Imbabura je v současné době neaktivní sopka, která se tyčí na severu Ekvádoru, nad jezerem Laguna de San Pablo. Samotný stratovulkán má komplikovanou stavbu, sestává z několika lávových dómů (Loma Cubilche, Cunru, Tiata Imbabura, Huari Imbabura).
Sopka je aktivní od pleistocénu, když se formovala Imbabura I – velký andezitový stratovulkán. Přibližně po 43 000 lety nastal jeho kolaps, čehož důkazem jsou velká depozita pyroklastik vzdálená až 16 km. Na jeho základech se vytvořila Imbabura II, před 25 000 lety opět nastal kolaps několika, tentokrát dacitových dómů a růst nejmladšího dómu – Huari Imbabura. Poslední aktivita se odehrála v roce 5550 př. n. l.
I když momentálně nejeví Imbabura žádnou aktivitu, není považována za vyhaslou. Vulkanology je stále monitorována, protože možná erupce by mohla způsobit velkou katastrofu (město Ibarra s 300 000 obyvateli se nachází nedaleko sopky a je přímo ohroženo pyroklastickými proudy.